# Let Air Canada 759
Let Air Canada 759 byl let společnosti Air Canada z kanadského Toronta do San Francisca v americkém státě Kalifornie dne 7. července 2017. Kanadský Airbus A320 v jeho závěru jen velmi těsně (o 9 metrů) minul letoun Airbus A340 filipínských aerolinií, který se na letišti v San Franciscu připravoval ke vzletu. 
Vzhledem k tomu, že v blízkosti filipínského stroje se nacházely tři další letouny s plnými palivovými nádržemi, mohla se případná kolize stát nejhorší tragédií v historii letectví. Na palubách všech pěti letadel totiž cestovalo dohromady přes 1000 lidí. Počet obětí by tak mohl být ještě vyšší než při letecké katastrofě na Tenerife v roce 1977, kdy zahynulo 583 lidí.
Příčinou kritického přiblížení dvou Airbusů byla chyba kanadského kapitána, který zaměnil pojezdovou dráhu (Taxiway C) za přistávací (28R, viz plánek). Paralelní dráhy dělí méně než 150 metrů.

## Průběh incidentu

Plánek letiště v San Franciscu

Krátce před půlnocí 7. července 2017 se kanadský Airbus se 135 cestujícími blížil k letišti v San Franciscu. Na pojezdové dráze se tu připravovala k odletu čtyři letadla: United Airlines 1 do Singapuru (Boeing 787), za ním Philippine Airlines 115 do Manily (Airbus A340), dále United Airlines 863 do Sydney (Boeing 787) a United Airlines 1118 do Cancúnu (Boeing 737).
Ve 23:46 dostala kanadská posádka povolení přistát na ranveji 28R (paralelní ranvej 28L byla mimo provoz a neosvětlená). Počasí bylo jasné a kapitán proto přistával bez využití přístrojů. Posádka si všimla světel na dráze a ve 23:55 si proto u dispečera povolení přistát ověřovala. Dostalo se jí ujištění, že na dráze nikdo jiný není. Letadlu k ní zbývaly stovky metrů. 
Ve 23:56:01 pilot prvního z letadel čekajících na odlet upozornil řídicí věž, že přistávající letadlo míří na pojezdovou dráhu. Ve 23:56:10 dal dispečer letu 759 příkaz k přerušení přistání. Kapitánovi došlo ještě před příkazem, co se stalo, a začal sám stoupat. Nejtěsněji minul filipínský Airbus, který stál druhý v pořadí. Letouny dělilo 8,8 metru.
Pokud by kapitán na situaci nezareagoval nabíráním výšky, do pěti sekund by narazil do Boeingu 787, který stál jako třetí v pořadí. V důsledku střetu mohlo být zničeno všech pět letadel, čímž se mohl stát nejhorší katastrofou v historii letectví.
Kanadský letoun později standardně přistál a nikdo nebyl zraněn.

## Vyšetřování
Záznam přistávacího manévru zveřejnil Národní úřad pro bezpečnost dopravy (NTSB) až v květnu 2018. Vyšetřování se zabývá rozborem incidentu i otázkou, jak je možné, že k tak kritické situaci mohlo ještě v roce 2017 dojít. 
Po incidentu došlo k úpravě bezpečnostních předpisů na sanfranciském letišti. Při nočních přistáních, kdy je paralelní ranvej zavřená, už piloti nemohou provádět vizuální přiblížení, ale musí využít přístrojů. Kanadští piloti totiž uvedli, že osvětlenou ranvej 28R považovali za ranvej 28L (která byla mimo provoz a zhasnutá) a sousedící pojezdovou dráhu za přidělenou 28R.
Došlo také k personálnímu posílení na řídicí věži v hodinách, kdy trvá hustý večerní provoz.
Vyšetřování dosud (květen 2018) nebylo ukončeno.